# N.P. Madsen
Niels Peter Madsen (født 28. marts 1860 i Tune, død 25. juli 1916 i Fruens Bøge) var præst, forfatter og redaktør af tidsskriftet Annexet. Han var engageret i Indre Mission og uofficiel leder af den danske gren af vækkelsesbevægelsen Revival & Holiness.

## Biografi
N.P. Madsen var søn af gårdmand Ole Madsen og Ingeborg Larsdatter på Digesgaard i Tune. Som barn var han svagelig med krampeanfald og stammen. Han gik på Roskilde Latinskole i 1878-1882. Han studerede først medicin, men skiftede til teologi efter at have hørt Vilhelm Beck prædike i Vor Frue domkirke. Han blev cand. theol. fra Københavns Universitet i 1889.
Han blev i 1889 gift med Christella Hansen (1861–1939), som var datter af Johan Adolf Hansen, bogholder ved Horsens Tugthus, senere inspektør ved fængslet i Vridsløse, og Petrine Marie Henriette født Friis. N.P. Madsen og Christella fik datteren Ingeborg på Christiansø, og senere adopterede de Anna Kirstine Andersen (1892-?) fra Vorupør, som var datter af Jens Kristian Andersen (Fladskjær) (1862-1893) og Ane Marie Kristensen (1859-1899).
I 1890–1891 var N.P. Madsen præst og lærer (ordineret lærer) på Christiansø. Øens forvalter og fyrmester skal have været uvenner med ham og startede derfor efter sigende fyrets tågehorn når præsten gik på prædikestolen. Kaldet på Christiansø var lavt lønnet, og han søgte derfor til Kollerup og Hjortdal i Hanherred, hvor han var sognepræst i 1892–1897. Her var hans indremissionske forkyndelse ikke altid populær hos de lokale bønder. N.P. Madsen afholdt vækkelsesmøder i Fosdalen og var medvirkende til byggeriet af Fjerritslev missionshus. Christella var medstifter af Kollerup sogns KFUK. Efter et senere nervesammenbrud fik han angst for at komme til at stamme på prædikestolen.
I 1897 fik han afsked på grund af sygdom med en beskeden pension. Han flyttede til Hellerup, hvor han kortvarigt var redaktør for bladet Kirkeklokken, som var grundlagt af grosserer Thorvald Plum. Velhavere inden for bevægelsen hjalp N.P. Madsen til kurophold i Schweiz og Tyskland. Her lærte Revival & Holiness(en)-bevægelsen at kende på kuranstalter drevet af bevægelsen. Bevægelsen gav ham tro på bønnens magt til at bringe ham gennem personlige vanskeligheder, en central del af bevægelsens lære.
Efter hjemkomsten udpegede Vilhelm Beck ham til redaktør for debatbladet Annexet, som var stiftet i 1890. Det officielle blad Indre Missions Tidende skulle dog fortsat tegne organisationens indiskutable linje. Annexet blev i høj grad et talerør for N.P. Madsens idéer.
Ungdomsvennen Hans Peter Nielsen var blevet præst i Hundborg–Vorupør. N.P. Madsen og Christella blev indbudt til et ophold enten i hans præstegård eller hos grosserer Plum og frue, som var på ferie i Vorupør. N.P. Madsen og Christella deltog i fiskernes missionsmøder og besluttede at flytte til Vorupør. Han fortsatte herfra sit virke som redaktør, skribent og arrangør af store missionsmøder, blandt andet på Sjørring Volde. Hans stammen forhindrede ham i at være officiel taler, men han var i stand til at rejse sig på møderne og tale spontant.
Polarforskeren Mylius-Erichsen boede i tre dage hos N.P. Madsen og Christella, da han hentede inspiration til sit essay Strandvagt, blandt andet i samtaler med fisker og redningsmand Peder Pedersen Knudsen.
"(Vorupør-fiskerne er) dygtige og dristige folk, op imod et par hundrede fiskere, to trediedele eller flere af dem var Indremissionen ivrig hengiven, ledede af en præst uden embede (N.P. Madsen), som boede og virkede der i sognet, og af sognets lærer (Jens Munk-Poulsen), som var født der og i sin tid havde været fisker ... Alle fiskede i kompagni og til fælles udbytte og var organiserede i en en eksportforretning, hvorved de undgik mellemhandlere. Her praktiseredes altså en art kommunisme, der virkelig var beundringsværdig og vistnok enestående i landet."
– Ludvig Mylius-Erichsen, 1901
I 1915 flyttede parret til Fruens Bøge ved Odense, hvor N.P. Madsen døde kort tid efter. Sognepræst Nielsen fra Hundborg stod for begravelsen fra Skt. Ansgars Kirke i Odense.
Christella flyttede til Nyborg hos datteren Ingeborg og dennes mand Holger Kehlet Olsen. De flyttede senere til Fredericia, hvor Christella døde i 1939 efter at have udgivet bogen N.P. Madsens Liv og Gerning.

## Hellighedsbevægelsen
1880'erne og 90'erne var i Danmark en religiøs vækkelsestid. Både grundvigianismen og Indre Mission vandt frem i konkurrence med hinanden. Indre Mission blev især populær i de fattigere egne, f.eks. Vestjylland, som ofte også havde en gammel pietistisk eller ortodoks-lutheransk tradition. Kolportører solgte kristelige bøger til befolkningen; man afholdt møder i private hjem, og mange steder tog man initiativ til at bygge missionshuse, organisere kristne afholdsbevægelser og andet socialt og kirkeligt arbejde. Det udviklede og samlede dele af befolkningen, men splittede også nogle samfund, fordi andre stod udenfor og så skeptisk på Indre Misson. Det var en udpræget lægmandsbevægelse, hvor præsterne ikke var de anførende, men de styrede dog Indre Missions officielle linje.

### N.P. Madsens linje
N.P. Madsen var foregangsmand for en metodistisk inspireret gren af Indre Mission, med forbillede fra Hellighedsbevægelsen-bevægelsen i England og USA. Bevægelsen mente at Bibelens anvisninger om helliggørelse og udadvendt handling skulle tages bogstaveligt. Kristne skulle gribe ind i samfundslivet med socialt arbejde, men også samles om et renfærdigt og "helligt" personligt liv. Bevægelsen spillede en rolle i Danmark omkring århundredskiftet med grundlæggelse af organisationer inden for velgørende arbejde (Kirkens Korshær), afholdsbevægelsen (Blå Kors), afholdenhed før ægteskabet (Hvide Kors), mod prostitution (Midnatsmissionen), for studentermission, kirkebyggeri (Københavns Kirkefond) og med Lægmandsbevægelsen for Ydre mission samt Sudanmissionen.

### Vorupør
Tanken om kristent fællesskab og praktisk arbejde fandtes i forvejen i Vorupør. Missionen havde grebet byen omkring 1885, hvor en stor drukneulykke tog otte fiskeres liv. I 1887 grundlagde man Fiskercompagniet, verdens første kollektivistiske fiskersyndikat, som samtidig var et åndeligt broderskab efter nytestamentlige idealer. Medlemmerne betegnede sig som "hellige" og afholdt sig fra spiritus og tobak. Indtil 1892 var der også fuldstændig økonomisk fællesskab, idet kompagniets overskud blev delt ligeligt mellem medlemmerne. Kompagniet var i stand til selv at eksportere fisk med god fortjeneste og byggede et ishus og andre faciliteter. Det skabte meget bedre levevilkår i det hidtil fattige fiskerleje. Indtil vækkelsen havde alkoholen også spillet en stor rolle – det hævdede de vakte i hvert fald senere om tiden før omvendelsen, men det er blevet betvivlet af enkelte historikere. Der fandtes også fiskere som valgte at stå uden for kompagniet.

### Splittelse i Indre Mission
Indre Missions grundlægger Vilhelm Beck var først sympatisk over for den nye strømning, men afviste den senere, ud fra den protestantiske diskussion om "tro alene" sat over for "gerningskristendom". Konflikten var tæt på at splitte Indre Mission i to. N.P. Madsen ønskede dog ikke et brud, men at Indre Mission skulle reformeres.
Efter Vilhelm Becks død i 1901 opstod der en magtkamp i Indre Missions bestyrelse. N. P. Madsen var upopulær hos ledelsen for sine holdninger i Annexet, som han styrede temmelig egenrådigt som et talerør for Holiness-retningen. Indre Missions nye formand var provst Fr. Zeuthen, der forsøgte at mægle. H. P. Bjarnesen, N.P. Madsens hårdeste modstander, blev ny redaktør for Indre Missions Tidende. Lensgreve C. C. Holstein-Holsteinsborg støttede derimod N.P. Madsen.

### Filadelfia
I 1903 blev N.P. Madsen afskediget som redaktør hos Indre Mission, men grundlagde ugebladet Filadelfia ("broderkærlighed" og et stednavn i det Ny Testamente). Bladet vandt mange tilhængere blandt lægfolke. Med centrum i Thy bredte bevægelsen sig i hele Danmark i 1903–1905. Indre Missions bestyrelse forbød bevægelsens missionærer adgang til IM's missionshuse.
Bladet Filadelfia udkom indtil 1911. I 1912 var konflikten faldet til ro. N.P. Madsen fik fast hverv ved Kristeligt Dagblad og Indre Missions Tidende og skrev flere gudelige bøger.
Indre missions formand, provst Fr. Zeuthen, kom i 1912 til et forsonende ophold hos N. P. Madsen og Christella i Vorupør. Efter en middag med sin gæst pegede N. P. Madsen ud over havet og sagde: "Nu skal jeg angive retningen. Det er Keswick, vi skal have det fra." Han hentydede til Keswick i England, hvor Revival & Holiness-bevægelsen opstod og stadig har hovedsæde.
Da Missionshuset Filadelfia i Vorupør blev indviet kort efter N.P. Madsens død i 1916, hædrede man ham ved at give det navn efter tidsskriftet, også for at hævde sig over for Indre Missions landsorganisation.
N.P. Madsens andagtsbog var en af de mest læste i Danmark i nyere tid.